# Hochgerichtsamt
Ein Hochgerichtsamt war eine mittelalterliche und frühneuzeitliche Gerichts- und Strafverfolgungsbehörde im Heiligen Römischen Reich (HRR), dessen Aufgabe die Ausübung der Hochgerichtsbarkeit war.

## Definition
Die Hochgerichtsbarkeit bildete im Heiligen Römischen Reich das oberste Regal (also staatliches Hoheits- oder Herrschaftsrecht) und wurde auch als Fraisch, Cent (bzw. „Zent“), „Territorialjurisdiktion“, „Iurisdictio criminalis alta“, „merum imperum“, „Malefiz-“ oder „Blutgerichtsbarkeit“ bezeichnet.
Zur Ausübung dieser Gerichtsbarkeit hatten sich im Mittelalter die Hochgerichtsämter herausgebildet, zu deren Kompetenzbereichen sowohl die Strafverfolgung, als auch die Strafgerichtsbarkeit gehörten. Wie im HRR auch in anderen Rechtsbereichen üblich, nahmen daher Hochgerichtsämter sowohl exekutive, als auch judikative Aufgaben wahr. Die Wirkungsbereiche der Hochgerichtsämter waren dabei in räumlicher und sachlicher Hinsicht fest umrissen und zudem völlig losgelöst von der sonstigen staatlichen Organisation.
Die Hochgerichtsämter wurde in den geistlichen Fürstentümern des HRR (wie etwa dem Hochstift Bamberg oder dem Hochstift Würzburg) als Centamt bezeichnet, während in den weltlichen Territorien (z. B. der Reichsstadt Nürnberg oder den Markgraftümern Brandenburg-Ansbach und Brandenburg-Bayreuth) die Benennung Fraischamt verwendet wurde. Hinsichtlich ihres Aufgabenspektrums unterschieden sich diese dabei nicht, die unterschiedlichen Bezeichnungen resultierten lediglich aus ihrer Entstehungsgeschichte:
- Die (älteren) Centämter hatten ihren Ursprung in alten genossenschaftliche Gerichtsverbänden (centenae) oder waren durch kaiserliche Privilegien entstanden.
- Die (jüngeren) Fraischämter hingegen gingen vor allem auf die zahlreichen Grenzkonflikte zurück, die die Territorialmächte des HRR untereinander austrugen. Zur Befriedung dieser Konflikte wurden im 16. Jahrhundert zahlreiche Verträge abgeschlossen, in denen die Reichsmächte die exakte Festlegung der Grenzen ihrer Hochgerichtsbezirke vereinbarten (wie beispielsweise im Silbernen Vertrag). Als deren Folge wurden diese Grenzen verraint und versteint. Die innerhalb dieser Grenzen ausgeübte Hochgerichtsbarkeit wurde dabei auf die Abstrafung der vier oder fünf „hohen Rügen“ (Mord und Totschlag, schwere blutige Körperverletzung, Diebstahl, Notzucht und nächtliche Brandstiftung) eingeengt.[4][5][6]